# ریور ویسک
ریور ویسک (به انگلیسی: River Wiske) رودخانه‌ای است که در انگلستان جریان دارد.